# Judd Hirsch
Judd Seymore Hirsch (New York, 15 marzo 1935) è un attore statunitense.

## Biografia
Hirsch nasce nel Bronx, borough di New York, in una modesta famiglia ebraica ashkenazita di origini tedesche, olandesi e russe, figlio di Sally Kitzis e Joseph Sidney Hirsch, elettricista.. Ha recitato in svariati film nel corso della sua lunga carriera, tra cui i più famosi possono annoverarsi Independence Day (1996) di Roland Emmerich, Vivere in fuga (1988) di Sidney Lumet, A Beautiful Mind (2001) di Ron Howard, Man on the Moon (1999) di Miloš Forman e This Must Be the Place (2011) di Paolo Sorrentino. È stato candidato all'Oscar al miglior attore non protagonista per il film Gente comune (1980) di Robert Redford, premio vinto da Timothy Hutton per lo stesso film.
Attivissimo anche sul versante televisivo, è maggiormente conosciuto tra il pubblico per la sua interpretazione di Alex Reiger nella sit-com Taxi (1978-1983) e dell'ingegnere Alan Eppes, padre dei protagonisti Charlie e Dan Epps, nella serie televisiva Numb3rs, andata in onda dal 2005 al 2010. Nel 2022 partecipa al film Hollywood Stargirl con Uma Thurman. Nello stesso anno recita nel film di Steven Spielberg The Fabelmans, per il quale ottiene la candidatura all'Oscar come miglior attore non protagonista, cosa che lo rende, a quasi 88 anni, uno dei più anziani candidati alla statuetta in tale categoria.

## Vita privata
Si è sposato due volte: dal 1956 al 1958 con l'attrice teatrale Elisa Sadaune, da cui ha avuto un figlio, Alex; dal 1992 al 2005 con la disegnatrice Bonni Chalkin, da cui ha avuto due figli, Montana e London.

## Filmografia

### Cinema
- Il re degli zingari (King of the Gypsies), regia di Frank Pierson (1978)
- Gente comune (Ordinary People), regia di Robert Redford (1980)
- Senza traccia (Without Trace), regia di Stanley R. Jaffe (1983)
- Teachers, regia di Arthur Hiller (1984)
- Vivere in fuga (Running on Empty), regia di Sidney Lumet (1988)
- Independence Day, regia di Roland Emmerich (1996)
- Man on the Moon, regia di Miloš Forman (1999)
- A Beautiful Mind, regia di Ron Howard (2001)
- This Must Be the Place, regia di Paolo Sorrentino (2011)
- Tower Heist - Colpo ad alto livello (Tower Heist), regia di Brett Ratner (2011)
- Independence Day - Rigenerazione (Independence Day: Resurgence), regia di Roland Emmerich (2016)
- The Meyerowitz Stories, regia di Noah Baumbach (2017)
- Diamanti grezzi (Uncut Gems), regia di Josh e Benny Safdie (2019)
- 1943 - Il filo della libertà (Burning at Both Ends), regia di Matthew Hill e Landon Johnson (2022)
- Showing Up, regia di Kelly Reichardt (2022)
- Hollywood Stargirl, regia di Julia Hart (2022)
- The Fabelmans, regia di Steven Spielberg (2022)
- Rally Caps, regia di Lee Cipolla (2024)
- Fantasy Life, regia di Matthew Shear (2025)

### Televisione
- La legge (The Law), regia di John Badham – film TV (1974)
- Processo alla paura (Fear on Trial), regia di Lamont Johnson – film TV (1975)
- Delvecchio – serie TV, 22 episodi (1976-1977)
- Taxi – serie TV, 114 episodi (1978-1983)
- Detective in pantofole (Detective in the House) – serie TV, 6 episodi (1985)
- Caro John (Dear John) – serie TV, 90 episodi (1988-1992)
- George & Leo – serie TV, 22 episodi (1997-1998)
- Rocky Marciano, regia di Charles Winkler – film TV (1999
- Numb3rs – serie TV, 114 episodi (2005-2010)
- Il silenzio del testimone (Silent Witness), regia di Peter Markle – film TV (2011)
- Damages – serie TV, 14 episodi (2011-2012)
- The Good Wife – serie TV, episodio 4x08 (2012)
- Perception – serie TV, episodio 2x08 (2013)
- Forever – serie TV, 22 episodi (2014-2015)
- The Big Bang Theory – serie TV, episodi 9x24-10x01 (2016)
- I Griffin (Family Guy) – serie TV animata, 2 episodi (2005-2016)
- The Goldbergs – serie TV, 7 episodi (2015-2020)
- Superior Donuts – serie TV, 34 episodi (2017-2018)
- Law & Order - Unità vittime speciali (Law & Order: Special Victims Unit) – serie TV, episodio 20x10 (2018)
- Hunters – serie TV, episodi 1x08-2x02-2x03 (2020-2023)
- God Friended Me – serie TV, episodio 2x11 (2020)
- Extrapolations - Oltre il limite (Extrapolations) – miniserie TV, episodio 1x03 (2023)
- Mid-Century Modern - serie TV, episodio 8 (2025)

## Riconoscimenti
- Premio Oscar
  - 1981 – Candidatura al migliore attore non protagonista per Gente comune
  - 2023 – Candidatura al miglior attore non protagonista per The Fabelmans

- Premio Emmy
  - 1977 – Miglior attore ospite in una serie comica per Rhoda
  - 1981 – Migliore attore protagonista in una serie commedia per Taxi
  - 1983 – Migliore attore protagonista in una serie commedia per Taxi

## Doppiatori italiani
Nelle versioni italiane dei suoi film, Judd Hirsch è stato doppiato da:
- Carlo Valli in Forever, Independence Day - Rigenerazione, Hunters
- Michele Gammino in Gente comune, Studio 60 on the Sunset Strip, Tower Heist - Colpo ad alto livello
- Stefano De Sando in This Must Be the Place, Il silenzio del testimone, Diamanti grezzi
- Bruno Alessandro in Perception, The Goldbergs, Extrapolations - Oltre il limite
- Paolo Buglioni in Caro John, A Beautiful Mind
- Pino Ammendola in Delvecchio
- Antonio Colonnello in Taxi
- Paolo Poiret in Teachers
- Renzo Stacchi in Vivere in fuga
- Vittorio Di Prima in Independence Day
- Mario Zucca in Law & Order: Criminal Intent
- Renato Cortesi in Law & Order - Unità vittime speciali (ep. 4x14)
- Giorgio Locuratolo in Law & Order - Unità vittime speciali (ep. 20x10)
- Gil Baroni in Numb3rs
- Saverio Moriones in Damages
- Gerolamo Alchieri in The Big Bang Theory
- Ugo Maria Morosi in The Good Wife
- Pietro Biondi in Warehouse 13
- Toni Garrani in The Meyerowitz Stories
- Gino La Monica in Hollywood Stargirl
- Paolo Marchese in The Fabelmans
- Gianni Giuliano in Mid-Century Modern